# Rama Sithanen
 (décembre 2008).
Si vous disposez d'ouvrages ou d'articles de référence ou si vous connaissez des sites web de qualité traitant du thème abordé ici, merci de compléter l'article en donnant les références utiles à sa vérifiabilité et en les liant à la section « Notes et références ».
Rama Sithanen était un homme politique mauricien né le 21 avril 1954. Il a été ministre de l'Économie et des Finances de 1991 à 1995 et de juillet 2005 à mai 2010, Vice-Premier ministre et ministre des Finances sous le gouvernement de Ramgoolam.

## Formation
Il a fait ses études à la London School of Economics puis a obtenu un doctorat en science politique a l'Université Brunel.

## Carrière
Il a été élu en 1991 sous la bannière du MSM, avec Anerood Jugnauth comme premier ministre, puis en 2005 sous la bannière du Parti travailliste mauricien avec Navin Ramgoolam comme premier ministre.